# Evisa reisseri
Evisa reisseri là một loài bướm đêm trong họ Noctuidae.